# Nhông cát trinh sản
Nhông cát trinh sản (danh pháp hai phần: Leiolepis ngovantrii), là một loài thằn lằn thuộc chi Leiolepis, thường gọi chung là nhông cát, mới được các tác giả Ngô Văn Trí thuộc Viện Khoa học và Công nghệ Việt Nam và hai nhà nghiên cứu Mỹ Lee Grismer và Lesse Grismer phát hiện và đặt tên năm 2010. Nhà khoa học Ngô Văn Trí tình cờ nhận diện đây là một loài chưa được khoa học đặt tên khi ông thấy người dân bắt chúng làm thịt để bán trong các quán nhậu ở tỉnh Bà Rịa – Vũng Tàu như là một đặc sản địa phương.
Đây là loài nhông cát đặc hữu thứ ba được khám phá ở Việt Nam sau loài nhông cát Guta – Leiolepis guttata và loài nhông cát Guentherpetersi – Leiolepis guentherpetersi.

## Mô tả
Loài nhông mới có kích cỡ tương đối nhỏ, chiều dài đầu và thân khoảng 11,5 cm; da có chín hàng vảy nổi gờ nở rộng ngang hai chi trên và 37 – 40 giáp bám phụ bên dưới ngón chân thứ tư.
Loài thằn lằn này có những chấm xanh lá cây ở lưng và đuôi. Chúng thường sống ở khu vực bãi cát và rừng bụi ven biển. Màu sắc này là một cách ngụy trang để chúng hòa mình với màu của nền rừng vào mùa khô. Đây là một trong những loài thích nghi tốt với rừng khô nhiều cây họ Dầu trên nền đất cát ven biển, hay rừng tràm trên vùng đất nhiễm phèn của khu bảo tồn thiên nhiên Bình Châu – Phước Bửu (tỉnh Bà Rịa–Vũng Tàu).
Phần định danh trong tên loài đặt theo tên của nhà bò sát học Ngô Văn Trí thuộc Viện Khoa học và Công nghệ Việt Nam.
Loài này có lẽ là kết quả lai giống giữa 2 loài nhông cát cận chủng. Đây là một hiện tượng có thể xảy ra trong vùng chuyển tiếp giữa hai hệ sinh thái. Điển hình là nơi sinh sống của loài nhông cát mới này là khu bảo tồn thiên nhiên Bình Châu-Phước Bửu, nằm giữa vùng đồng đất cây bụi và các cồn cát ven biển. Căn cứ vào đó Grismer cho rằng hai loài thích ứng từ hai hệ sinh thái "sẽ chung đụng và sinh sản để tạo ra một dạng lai ghép."
Suy từ thử nghiệm gen tiến hành với DNA ti thể của loài nhông cát mới này, khoa học đã xác nhận L. guttata là dòng mẹ tuy nhiên vì DNA này chỉ truyền theo mẫu huyết nên dòng cha của loài này vẫn chưa được minh xác.

## Sinh sản
Trong thiên nhiên, Leiolepis ngovantrii là một quần thể chỉ toàn con cái nên loài nhông này còn gọi là loài nhông cát vô tính.
Đây là loài thằn lằn có khả năng trinh sản, có nghĩa là chỉ có một cá thể mẹ (không cần con đực, bố) là có thể sinh sản được. Các con cái tự rụng trứng và tự phát triển thành dòng vô tính để cho ra đời những con thằn lằn con.